# Панков Василь Миколайович
Василь Миколайович Панков (народився 15 серпня 1968 у м. Мінську, СРСР) — білоруський хокеїст, правий/центральний нападник. Головний тренер жіночого ХК «Пантера».
Виступав за «Динамо» (Мінськ), «Тівалі» (Мінськ), «Лада» (Тольятті), «Слован» (Братислава), «Аугсбург Пантерс», «Юність» (Мінськ).
У складі національної збірної Білорусі провів 94 матчі (26 голів, 27 передач), учасник зимових Олімпійських ігор 1998 і 2002; учасник чемпіонатів світу 1994 (група C), 1995 (група C), 1997 (група B), 1998, 1999, 2000 і 2001.
Чемпіон Спартакіади народів СРСР (1986); володар Кубка Європи (1997). Чемпіон МХЛ (1996). Чемпіон Словаччини (1998, 2000), срібний призер (1999). Срібний призер чемпіонату Росії (1997). Чемпіон Білорусі (1993, 1994, 1995). Найкращий хокеїст року Білорусі (1995).
Очолював «Шинник» (Бобруйськ) (2008—09), з 2010 року — головний тренер жіночого ХК «Пантера».
Брат Дмитра Панкова.